# Till Death
Till Death è un film thriller del 2021 diretto da Scott Dale al suo debutto alla regia, da una sceneggiatura di Jason Carvey.

## Trama
Emma ha una relazione con Tom, un dipendente di suo marito Mark, un avvocato di grande successo. La donna decide di interromperla proprio il giorno prima del suo anniversario di nozze. Il giorno dell'anniversario, dopo aver scoperto che Mark sta inspiegabilmente studiando il caso di un uomo, Bobby Rey, che la pugnalò dieci anni prima e in procinto di uscire di galera, Emma va a cena con lui. I due non avrebbero dovuto scambiarsi regali, tuttavia Mark le regala una collana e la fa sentire obbligata ad indossarla immediatamente, mentre sembra poco interessato ai biglietti per il Super Bowl che la donna ha regalato a lui. Mark ha in serbo un'altra sorpresa: dopo aver bendato sua moglie, la porta nella loro casa sul lago, posto che frequentano solitamente d'estate ma che ha fatto preparare per l'occasione. I due passano una notte di passione tuttavia, al risveglio, Emma si trova ammanettata a Mark che, inspiegabilmente, si suicida con un colpo di pistola alla tempia.
Emma cerca in tutti i modi di liberarsi delle manette o del cadavere, tuttavia suo marito sembra aver previsto tutto e ogni suo tentativo si rivela fallimentare. Ritrovando alcune registrazioni in giro per il casa, la donna scopre che Mark si è suicidato per motivi inerenti a illeciti commessi sul lavoro, tuttavia ha organizzato il resto per farle pagare il suo tradimento con un dipendente: Emma urla contro il cadavere ricordandogli i suoi stessi tradimenti. Proprio in questo momento, lo stesso Tom arriva: l'uomo ha ricevuto un messaggio che gli chiedeva di raggiungere l'abitazione. Poco dopo arrivano due uomini che affermano di essere stati contattati per riparare un tubo: uno dei due uccide tuttavia Tom con un coltello. Si tratta proprio del criminale che aggredì Emma 10 anni prima e di suo fratello minore, Jimmy: entrambi sono stati coinvolti da Mark per eliminare Tom ed Emma, in cambio di diamanti che dovrebbero nascondersi in una cassaforte.
Per aprire la cassaforte, i due hanno bisogno di due cose: le impronte digitali di Mark e una combinazione nota ormai soltanto a Emma. La donna riesce a nascondersi per diverso tempo, attuando vari stratagemmi, e riesce anche a liberarsi dal cadavere del marito mutilandolo della mano. Jimmy, poco avvezzo al crimine, vorrebbe andarsene, ma suo fratello lo obbliga a restare. Alla fine i due riescono a braccarla, tuttavia non prima che la donna sia riuscita a contattare la polizia. Bobby vorrebbe torturarla per ottenere la combinazione, ma Jimmy glielo impedisce puntandogli contro una pistola. Emma rivela la combinazione, tuttavia nella cassaforte c'è solo una sega con una scritta sulla lama. La scritta rivela che i diamanti sono in realtà nella collana di Emma, che non può venirle tolta in alcun modo se non tagliandole la testa. Bobby è determinato a farlo, mentre Jimmy prova ad impedirlo: ne consegue una lotta in cui il fratello minore resta ucciso.
Furioso con Emma, Bobby le si accanisce contro e la ferisce, tuttavia Emma riesce ad ammanettarlo al cadavere di Mark ed a scappare. La lotta fra i due continua all'esterno, sul lago ghiacciato: Emma sembra avere la meglio e riuscire a far sprofondare il criminale nel lago, aiutata anche dal peso del cadavere di Mark. Bobby comunque afferra Emma e la trascina con sé nel lago: la lotta continua sott'acqua, con la donna che riesce a ferirlo a un occhio con lo stesso pugnale dell'uomo, costringendo il criminale a mollare la presa. Nel tentativo di riemergere, Emma non riesce a trovare la parte di lago in cui si era aperto un varco, ma riesce a rompere nuovamente il ghiaccio con il pugnale e ad issarsi sulla superficie. Una volta che la donna è uscita dall'acqua stremata, si sentono le sirene della polizia in arrivo.

## Produzione
Annunciato per la prima volta nel febbraio 2020, il film è stato girato in Bulgaria, principalmente nel territorio di Sofia. Le riprese avrebbero dovuto tenersi nel marzo 2020, tuttavia sono state posticipate a causa della pandemia di Covid-19. Il ruolo del cadavere trascinato attraverso le manette è stato in realtà interpretato da diversi stuntman bulgari.

## Distribuzione
Till Death è stato distribuito negli Stati Uniti da Screen Media Films in un numero limitato di sale il 2 luglio 2021 ed è stato distribuito simultaneamente in video on demand.

## Accoglienza
Il film ha ricevuto recensioni generalmente favorevoli, con punti salienti della performance di Fox e della regia di Dale.
Till Death detiene un punteggio di approvazione del 90% sul sito web del aggregazione di recensioni di Rotten Tomatoes, sulla base di 39 recensioni con una media ponderata di 6,70/10.
Su Metacritic, il film ha un punteggio di 66 su 100, basato su 5 recensioni, indicate come "generalmente positive".